# Porsche Classic 1985
Porsche Classic 1985 — жіночий тенісний турнір, що проходив на закритих кортах з твердим покриттям у Фільдерштадті (Західна Німеччина) в рамках Туру WTA 1985. Турнір відбувся увосьме і тривав з 14 жовтня до 20 жовтня 1985 року. Перша сіяна Пем Шрайвер здобула титул в одиночному розряді й отримала за це 32 тис. доларів США.

## Фінальна частина

### Одиночний розряд
Пем Шрайвер —  Катаріна Ліндквіст 6–1, 7–5

### Парний розряд
Гана Мандлікова /  Пем Шрайвер —  Каріна Карлссон /  Тіна Шоєр-Ларсен 6–2, 6–1